# José Mariano Mociño
José Mariano Mociño Suárez Lozano, född den 24 september 1757 i Temascaltepec, död den 12 juni 1819 i Barcelona var en naturhistoriker från Nya Spanien som inriktade sig på botanik.
Auktorsnamnet Moc. kan användas för José Mariano Mociño i samband med ett vetenskapligt namn inom botaniken; se Wikipediaartiklar som länkar till auktorsnamnet.